# 시골쥐와 도시쥐

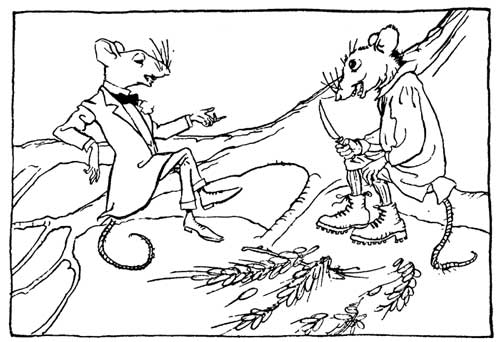
시골쥐와 도시쥐

《시골쥐와 도시쥐》는 이솝 우화 중 하나이다. 페리 인덱스로는 352번 우화에 해당한다. 한국어로 번역된 작품에서는 《시골쥐와 서울쥐》라는 제목으로 등장하기도 한다. 행복은 본인이 스스로 만족한 곳에 있다는 교훈을 전하고자 한다.

## 줄거리
어느날 시골에 사는 쥐가 도시에 살던 쥐를 초청했다. 두 마리 쥐는 밭에 있던 곡식들을 먹고 있었지만 도시쥐는 시골쥐에게 이렇게 말했다. "시골쥐야, 왜 이렇게 지루한 생활 속에서 사니? 내가 사는 도시에 한 번 오지 않을래? 그러면 신기한 음식들을 배불리 먹을 수 있어."
시골쥐는 도시쥐와 함께 도시쥐가 살던 도시의 거리로 향했다. 도시의 한 건물에 도착한 도시쥐는 시골쥐가 본 적이 없던 음식들을 보여주었다. 시골쥐는 도시쥐의 답례 덕분에 맛있는 음식들을 먹고 있다고 말했다. 이 때 누군가가 문을 열면서 시골쥐와 도시쥐는 좁은 구멍을 찾기 위해 쏜살같이 달아나 버린다.
시골쥐와 도시쥐가 다시 음식을 먹으려고 하자 또 다시 누군가가 들어오게 된다. 시골쥐는 도시쥐에게 "이렇게 훌륭한 성찬을 준비했지만 위험이 이렇게 많은 것은 질색이야. 나는 밭에서 음식을 먹는 것이 성에 맞아. 그 곳이라면 안전하고 무서운 것도 없이 살 수 있으니까."라고 말하면서 급히 돌아갈 준비를 하게 된다.